# Пестроголовый серохвост
Пестроголовый серохвост, или пестроголовый печник-серохвост (лат. Xenerpestes singularis), — вид воробьиных птиц из семейства печниковых.

## Распространение
Южноамериканский вид. Обитают в вечнозелёных горных лесах в Андах, на высотах от 1030 до 1700 м над уровнем моря, на территории Эквадора и Перу.

## Описание
Длина тела 11,5—12 см; масса 11,5 г. Имеют желтовато-белые «брови».

### Вокализация
Песня представляет из себя сухую трель продолжительностью около 5 с, напоминающую звуки, издаваемые насекомыми.

## Биология
Питаются членистоногими. Опубликованных сведений о размножении нет, известно лишь несколько описаний гнёзд.
МСОП присвоил виду охранный статус NT